# Lohärads socken
Lohärads socken i Uppland ingick i Lyhundra härad, ingår sedan 1971 i Norrtälje kommun och motsvarar från 2016 Lohärads distrikt.
Socknens areal är 62,73 kvadratkilometer, varav 56,97 land. År 2000 fanns här 516 invånare.  Kristineholms herrgård samt sockenkyrkan Lohärads kyrka ligger i socknen.  

## Administrativ historik
Lohärads socken har medeltida ursprung. 
Vid kommunreformen 1862 övergick socknens ansvar för de kyrkliga frågorna till Lohärads församling och för de borgerliga frågorna till Lohärads landskommun. Landskommunen uppgick 1952 i Lyhundra landskommun som 1971 uppgick i Norrtälje kommun.
1 januari 2016 inrättades distriktet Lohärad, med samma omfattning som församlingen hade 1999/2000.  
Socknen har tillhört län, fögderier, tingslag och domsagor enligt vad som beskrivs i artikeln Lyhundra härad. De indelta soldaterna tillhörde Livregementets dragonkår, Roslags skvadron, efter 1844 Uppsala skvadron. De indelta båtsmännen tillhörde Norra Roslags 2:a båtsmanskompani.

## Geografi
Lohärads socken ligger nordväst om Norrtälje med Erken i nordost. Socknen är en småkuperad skogsbygd med mindre slättområden i sydost och nordväst.
I Lohärad finns 19 mindre byar. Dessa byar är: Gribby, Gribbylund, Hammarby, Himmine, Hållsta, Kragsta, Kragstatorp, Kristineholm, Loskälva, Lotten, Malmen, Markustorp, Nyckelby, Näset, Råby, Skjulsta, Söderby, Undra och Vik. Det finns även fem stycken sjöar i Lohärad: Alsnaren, Falken, Fyrsjön, Trehörningen och Viksjön. 

## Fornlämningar
Från bronsåldern finns 60 gravrösen. Från järnåldern finns cirka 40 gravfält och fyra fornborgar. Sju runstenar har påträffats.

## Namnet
Namnet skrevs år 1337 Lohärrädhe innehåller lo, 'öppen plats, glänta' och härad, 'bygd'. Namnet är ett bygdenamn och syftar på de öppna området vid kyrkan.  